# 바덴주
바덴주(Kanton Baden)는 헬베티아 공화국(현대 스위스의 나폴레옹 시대 선구자)의 주였다. 주의 수도는 바덴시였다.

## 형성
주는 1798년에 바덴 백국령과 프라이 엠터(자유 영지) 및 켈러엠트의 합병으로 만들어졌다.
캔톤은 바덴, 브렘가르텐, 무리, 자르멘스토르프, 및 추르차흐의 5개 지역으로 나뉜다. 다른 헬베티아 공화국과 마찬가지로 칸톤은 주지사(Statthalter)와 행정실(Verwaltungskammer), 각 지역의 부지사(Unterstatthalter) 및 대리인에 의해 관리되었다. 지방 자치 단체. 1799년에는 45,982명의 거주자가 있었지만, 유대인 인구는 인구 조사에 포함되지 않았다.

## 해체

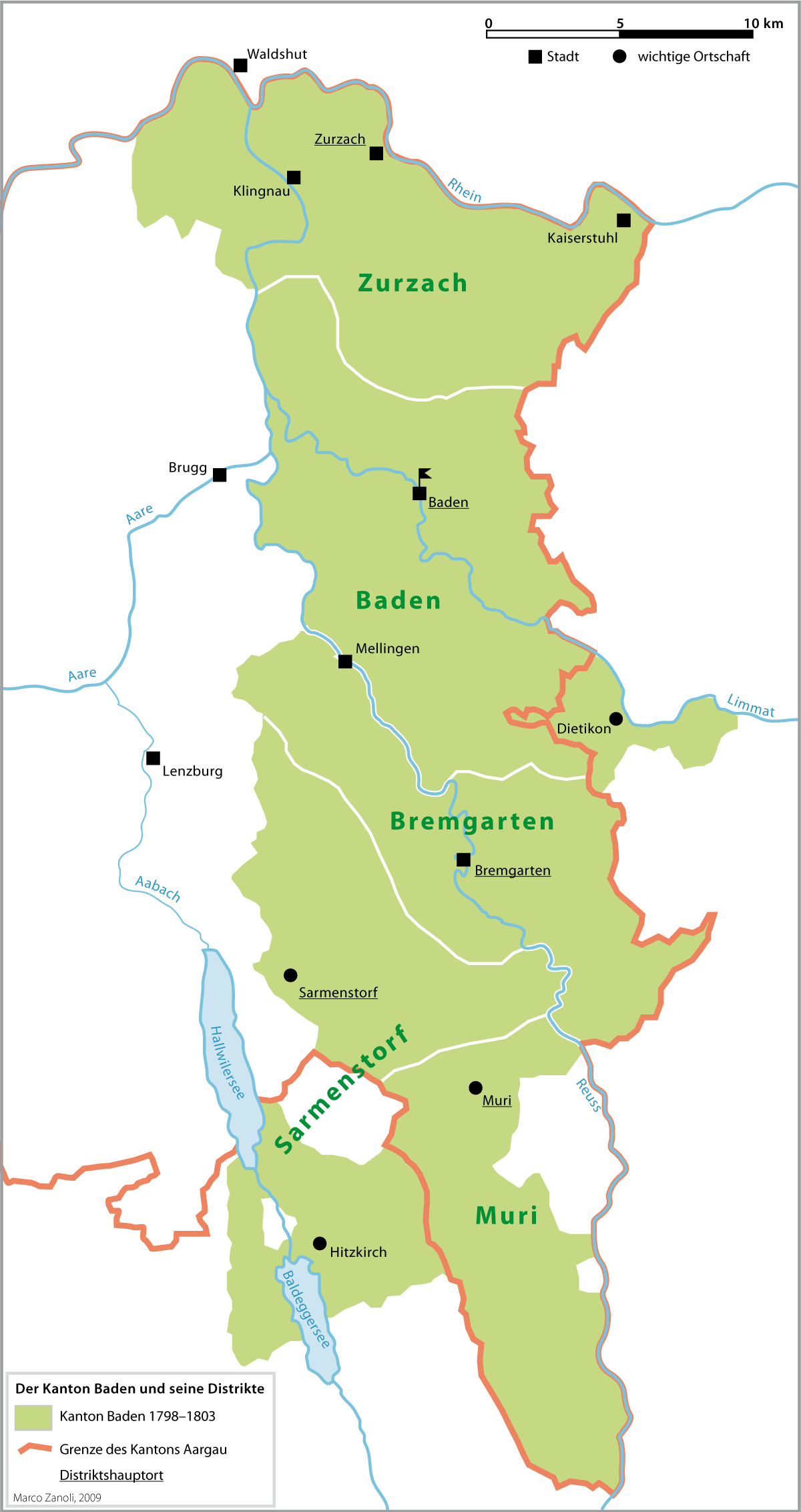
아르가우주에 보여진(1803 —) 이전 주와 구(음영 초록색)

대다수의 로마 카톨릭 신자들은 보수적인 사람들이 새 국가에 무관심했기 때문에 관리들과 정치인들은 이웃 주에서 수입되어야 했다. 리마탈의 루터교 회중은 취리히, 히츠키르히 암트, 루체른, 상부 프라이암트는 추크 또는 슈비츠와 제휴하기를 원했다.
칸톤은 특히 경제적 기반의 부족으로 인해 정치적으로 실행가능하지 않았다. 1801년(말메종 헌법)과 1802년(제2차 헬베티아 헌법)에서 주를 아르가우로 병합하기로 결정했지만, 이동은 완료되지 않았다. 나폴레옹 보나파르트는 1803년 2월 19일 중재법에 서명했으며, 그 과정에서 바덴주는 해체되고, 아르가우 및 프릭탈주와 통합되어 현대의 아르가우주를 형성했다.
이 시점에서 바덴주의 일부 지역은 다른 주로 이전되었다. 히츠키르히의 암트는 루체른으로, 휘티콘, 외트빌 암 더 리마트, 디에티콘, 및 쉴리렌은 취리히로 이동했다. 그 대가로 루체른의 메렌슈반트 암트는 아르가우주(무리구)로 이전되었다.

## 현대의 행정구역
이전 주는 추르차흐, 바덴, 브렘가르텐, 및 무리의 현대 아르가우구와 여전히 동일시될 수 있다. (위에서 설명한 대로 1803년의 이득과 손실이 있음에도 불구하고)